# Cujmir (gmina)
Cujmir – gmina w Rumunii, w okręgu Mehedinți. Obejmuje miejscowości Aurora, Cujmir i Cujmiru Mic. W 2011 roku liczyła 3221 mieszkańców.